# Lövpuckelspindel
Lövpuckelspindel (Gibbaranea gibbosa) är en spindelart som först beskrevs av Charles Athanase Walckenaer 1802.  Lövpuckelspindel ingår i släktet Gibbaranea och familjen hjulspindlar. Arten är reproducerande i Sverige. Utöver nominatformen finns också underarten G. g. confinis.